# 京都部落問題研究資料センター
京都部落問題研究資料センター（きょうとぶらくもんだいけんきゅうしりょうセンター）は、京都府京都市北区小山下総町にある部落問題・部落史専門の図書館で情報発信センター。京都部落史研究所の後身で、部落解放同盟京都府連合会をスポンサーに持つ。
部落問題・部落史を中心に約17000冊の図書を所蔵している。日本共産党系列の部落問題研究所は別組織。

## 概要
1977年、『京都の部落史』編纂を目的として、元「解放新聞」主筆の師岡佑行が京都部落史研究所を設立。設立のきっかけは、京都市編纂の『京都の歴史』において、部落問題に関する記述が削除され、別の内容に差し替えられる事件が起きたことであった。この事件を問題視した部落解放同盟京都府連合会が行政を追及し、部落史の研究事業を行政に要求して研究所設立の予算を獲得するに至った。当時の部落問題に関する研究全般について灘本昌久は「研究とはいいながら、運動側からの位置付けは、同和事業獲得のための刺身のつまみたいな扱いのところがあり、部落が貧困で低位で迫害されていることを証明できればこと足れりとされてきたきらいがありました」と述べている。
師岡は当初、最大の目的である京都の部落史編纂に特化した「編纂委員会」方式を取るつもりであったが、内部討議の結果、恒常的な研究所組織の発足が決定、京都部落史研究所として活動を開始した。
『井出の部落史』（1989年）、『近江八幡の部落史』（1995年）、『野洲の部落史』（2000年）など、地方における実証的な部落史研究書を刊行。1995年、『京都の部落史』全10巻を完成。また、1992年まで所報『こぺる』を発行していた。
京都部落史研究所が2000年6月に閉所し、その後身として2000年7月に京都部落問題研究資料センターが発足。初代所長として灘本昌久が就任。かねてより灘本は部落解放同盟の方針に強く異を唱えてきたので所長就任時には「確信犯的な私に所長を依頼するとは、部落解放同盟が私との意見の相違に全く気づいていないのか、はたまた根性がよほどすわっているのか、あるいは後継者に窮しているのか、ともかくまったく驚くほかありませんでした」「解放理論の新しい展開にむけて、従来ありがちだったあたり障りない言説を廃し、本音で語る活動をめざして全力でがんばります。乞うご期待」と語っていたが、やがて部落解放同盟との運営方針の対立が表面化、論文「部落解放に反天皇制は無用」が部落解放同盟京都府連合会から「協力関係にあるはずの資料センターの機関誌でなぜ運動路線への敵対的な文章を載せるのか」「生まれによる差別に反対する部落解放運動が、人間の平等に反する天皇制に反対して闘うのは当然のことである」などと批判された事件を機に、2004年に辞任に至った。

## 役員一覧
- 所長 - 秋定嘉和（池坊短期大学名誉教授）、2012年から2021年の没時まで
- 顧問 - 仲田直（元佛教大学教授）、西島藤彦（部落解放同盟京都府連合会）、森谷尅久（武庫川女子大学教授）
- 運営委員・研究員 - 金森襄作（朝鮮近現代史研究者）、白石正明（九州大学非常勤講師）、辻ミチ子（元京都文化短期大学教授）、外川正明（京都教育大学教授）、中島智枝子（帝塚山大学非常勤講師）、安田茂樹（部落解放同盟京都府連合会）、湯浅孝子（元部落解放・人権研究所)